# Abdul Malek Al Anizan
Abdul Malek Al Anizan (en árabe: عبد الملك عنيزان‎; Amuda, Siria, 25 de febrero de 1989) es un futbolista de Siria que juega en la posición de defensa. Desde 2022 juega con el Jableh SC cedido del Al Karamah FC.

## Carrera

### Club
| Periodo   | Club                 |
| --------- | -------------------- |
| 2011-2016 | Taliya SC            |
| 2016–2019 | Al-Jaish Damasco     |
| 2020      | Al-Mesaimeer SC      |
| 2020-2021 | Hutteen SC           |
| 2021-     | Al Karamah FC        |
| 2022-     | → Jableh SC (cedido) |

### Selección nacional
Debutó con Siria en 2018 y un año después fue convocado para jugar en la Copa Asiática 2019.

## Logros
- Liga Premier de Siria (3): 2016/17, 2017/18, 2018/19
- Copa de Siria (1): 2018
- Supercopa de Siria (2): 2018, 2019